# Hans Raszmussøn Block
Hans Raszmussøn Block (flor. o. 1650) var en dansk gartner eller urtegårdsmand, der virkede i 1600-tallet.
Der vides om Hans Raszmussøn Block kun, hvad han selv beretter i sin havebog, Horticultura Danica fra 1647:
| „ | Huorledis en zirlig oc nyttig Urte-Hawe i Dannemarck kand anrettis, beprydis oc ved Mact holdis | “ |
|   | — Kjøbenhavn, 1647                                                                              |   |

nemlig at han har haft tjeneste som gartner forskellige steder, blandt andet ved "Croneborg" (lysthaven Lundehave).

## Horticultura Danica
Blocks bog - som er den ældste danske havebog - giver et begreb om datidens haver i Danmark. Lundehaven er beskrevet i Horticultura Danica, og 1919-20 omlagde havearkitekt G.N. Brandt den forfaldne have; den kan i dag opleves som en af 1600-tallets haver med de væsentligste træk fra renæssancens havestil i behold.
I 1921 skabte G.N. Brandt i Vordingborg en historisk-botanisk have, som en efterligning af en mindre renæssancehave, som den blandt andet er beskrevet i Blocks bog. Nogle af havens elementer er taget direkte derfra, fx mønstret i buksbomhaven